# Statue-menhir de Fabet
La statue-menhir de Fabet est une statue-menhir appartenant au groupe rouergat découverte à Murat-sur-Vèbre, dans le département du Tarn en France.

## Description
Elle a été découverte en 1991 par Michel Maldinier près d'un col situé entre le hameau des Arribats et la vallée du ruisseau de Saint-Méen. Elle mesure 1,74 m de hauteur pour une largeur maximale de 0,90 m et une épaisseur de 0,60 m. Le bloc d’origine ne semble pas avoir fait l'objet d'une préparation préalable à sa sculpture. C'est une statue masculine. Les gravures sont très érodées, quasiment illisibles : elle ne comporte aucun caractère anthropomorphe, seuls la ceinture avec un décor à chevrons et une partie de « l'objet » sont visibles.